# بهترین گروهی که هرگز در عمرتان نامش را نشنیده‌اید
«بهترین گروهی که هرگز در عمرتان نامش را نشنیده‌اید» (به انگلیسی: The Best Band You Never Heard in Your Life) آلبومی از هنرمند اهل ایالات متحده آمریکا فرانک زاپا است که در سال ۱۹۹۱ میلادی منتشر شد.